# Östergötlands runinskrifter 150
Runinskrift Ög 150 är en vikingatida runsten i Furingstads socken och Norrköpings kommun. Stenen är en av fem runstenar som nu står utanför Furingstads kyrka.

## Stenen
Stenen påträffades år 1888 i samband med att kyrkans gamla vapenhus renoverades. Den mäter 1,23 meter i höjd och är av ljus granit. Runorna står i en slinga som är 10–11 cm bred. Ristningen är på många ställen skadad. På stenens mittyta finns ett kristet kors samt spår efter ytterligare ornamentik. Den restes på sin nuvarande plats år 1967.

## Inskriften
Avsnitten inom parenteser är författarens, Erik Brates, gissningar och förmodanden. I translittererad former lyder stenens inskrift enligt nedan:
Runsvenska: kuina : auk : þurun : auk : þur... ... ... ... sin : auk : kuna : e... ...
Nusvenska: "Gynna och Torun och Tor(gärd? reste denna sten efter N.N., sin fader) och Gunna efter (sin make)".